# Michael Kolarz
Michael Kolarz (ur. 12 stycznia 1987 w Hawierzowie) – czeski hokeista pochodzenia polskiego.

## Kariera
- HC Vítkovice U18 (2001–2004)
- HC Vítkovice U20 (2002–2004)
- Kingston Frontenacs (2004–2007)
- HC Hawierzów (2007)
- New Mexico Scorpions (2008)
- KooKoo (2008)
- SK Kadaň (2008)
- HC Hawierzów (2008–2009)
- MsHK Žilina (2009–2011)
- HC Czeskie Budziejowice (2011–2013)
  -  IHC Písek (2012)
- Mountfield Hradec Králové (2013)
- HC Hawierzów (2013)
- Orli Znojmo (2013–2014)
- SC Riessersee (2014–2015)
- GKS Tychy (2015–2016)
- Cracovia (2016–2017)
- GKS Tychy (2017–2020)
- HC Hawierzów (2022-)

Wychowanek klubu HC Vítkovice. Przez trzy sezony grał w kanadyjskiej lidze juniorskiej OHL w strukturze rozgrywek CHL. Występował w klubach czeskiej ekstraligi, czeskiej 1. ligi
słowackiej ekstraligi, fińskiej ligi Mestis, austriackiej EBEL i niemieckiej DEL2. Od czerwca 2015 zawodnik GKS Tychy w rozgrywkach Polskiej Hokej Ligi. Od maja 2016 zawodnik Cracovii. W grudniu 2016 otrzymał status zawodnikia z polskim pochodzeniem, po tym jak mając udokumentowane korzenie polskie ze strony obojga rodziców rozpoczął starania o przyznanie polskiego obywatelstwa. W styczniu 2017 otrzymał z klubu miesięczne wypowiedzenie. W styczniu podpisał kontrakt z GKS Tychy obowiązujący do końca sezonu 2017/2018. W 2017 otrzymał polskie obywatelstwo. Po sezonie 2019/2020 zakończył karierę zawodniczą i został menedżerem hokejowym.
W czerwcu 2022 został ogłoszony zawodnikiem Hawierzowa.
Grał w kadrach juniorskich Czech do lat 16, 17, 18 i 20. Uczestniczył w turnieju mistrzostw świata juniorów do lat 20 w 2007.

## Sukcesy
Klubowe
- Superpuchar Polski: 2015, 2018, 2019 z GKS Tychy
- Trzecie miejsce w Superfinale Pucharu Kontynentalnego: 2016 z GKS Tychy
- Srebrny medal mistrzostw Polski: 2016, 2017 z GKS Tychy
- Puchar Polski: 2017 z GKS Tychy
- Finał Superpucharu Polski: 2017 z GKS Tychy
- Złoty medal mistrzostw Polski: 2018, 2019, 2020[11] z GKS Tychy